# 年ごろ (1938年の映画)
『年ごろ』（原題：That Certain Age）は、1938年に製作・公開されたアメリカ合衆国のミュージカル映画である。エドワード・ラドウィッグが監督、ディアナ・ダービンとメルヴィン・ダグラスなどが出演した。

## キャスト
- アリス・フラートン：ディアナ・ダービン
- ヴィンセント・ブリット：メルヴィン・ダグラス
- ケネス・ウォーレン：ジャッキー・クーパー
- ドロシー：アイリーン・リッチ
- グレース：ナンシー・キャロル
- ギルバート：ジョン・ハリデイ

## スタッフ
- 監督：エドワード・ラドウィッグ
- 製作：ジョー・パスターナク
- 撮影：ジョゼフ・A・ヴァレンタイン
- 編集：バーナード・W・バートン
- 録音：バーナード・B・ブラウン
- 音楽監督：チャールズ・プレヴィン
- 美術監督：ジャック・オターソン
- 衣裳：ヴェラ・ウェスト

## アカデミー賞候補
- アカデミー歌曲賞：ジミー・マクヒュー、ハロルド・アダムソン「My Own」
- アカデミー録音賞：バーナード・B・ブラウン

## 挿入曲日本語カバー
- ビクターJ54644（1939年10月新譜）
  - 市原綾子「年ごろ（My Own）」
  - 平井英子「君は絵のように（You're as Pretty as a Picture）」
- ポリドール2851（1939年11月新譜）
  - 関種子「カディスの娘達」（作曲：レオ・ドリーブ）
  - 小林千代子「ジュリエットのワルツ」（作曲：シャルル・グノー）
- ポリドール2852（1939年11月新譜）
  - 永岡志津子「スカウトの歌（Be a Good Scout）」
  - 高杉妙子「年ごろ（That Certain Age）」
- ポリドール2853（1939年11月新譜）
  - 伏見信子「私のもの（My Own）」
  - 若原春江「絵のような姿（You're as Pretty as a Picture）」